# Partido Demócrata Liberal (Rumania)
El Partido Demócrata Liberal, en rumano Partidul Democrat-Liberal (PD-L), fue un partido político de centro-derecha de Rumania. Se formó después de la fusión entre el Partido Demócrata y el Partido Liberal Demócrata, el 15 de diciembre de 2007. Su actual presidente es Emil Boc. 
La historia del PD-L se remonta al fin de la etapa comunista en 1989 y la creación de un Frente de Salvación Nacional que condujo la transición hacia una democracia multipartidista. Los principales líderes de este frente eran el presidente Ion Iliescu y el primer ministro Petre Roman. Los conflictos entre los dos líderes forzaron el final del frente, formando Iliescu el Partido Socialdemócrata de Rumania y Roman el Partido Demócrata.
En las elecciones legislativas de 2004 el PD-L obtuvo 21 senadores y 50 diputados dentro de la alianza Justicia y Verdad. Dicha alianza formó gobierno junto a la Unión Democrática de Húngaros en Rumania y las minorías nacionales. Además, un miembro de su partido, Traian Băsescu fue elegido presidente del país.
Durante el Congreso del partido celebrado en 2005, se acordó la entrada en el Partido Popular Europeo en el Parlamento Europeo.

## Resultados electorales
| Elección | Cámara de Diputados | Cámara de Diputados | Cámara de Diputados | Senado    | Senado | Senado   | Posición | Estado               |
| Elección | Votos               | %                   | Asientos            | Votos     | %      | Asientos | Posición | Estado               |
| -------- | ------------------- | ------------------- | ------------------- | --------- | ------ | -------- | -------- | -------------------- |
| 2008     | 2.228.860           | 32,36               | 115/334             | 2.312.358 | 33,57  | 51/137   | 2º       | Gobierno (2008-2012) |
| 2008     | 2.228.860           | 32,36               | 115/334             | 2.312.358 | 33,57  | 51/137   | 2º       | Oposición (2012)     |
| 2012     | 1.223.189           | 16,51               | 52/412              | 1.239.318 | 16,71  | 22/176   | 2º       | Oposición            |